# سوئیچینگ لامبدا جزئی
سوئیچینگ لامبدا کسری یا جزئی،امکان سوئیچینگ زیر-لامبدا را در شبکه‌های نوری پویا و با مقیاس پذیری بالا را با استفاده از سوئیچینگ مبتنی بر زمان فراهم می‌کند و این روش به حداقل میزان بافر (که ترجیحاً نوری است) نیاز دارد.
برخلاف سوئیچینگ لامبدا کامل که در آن کل کانال نوری واحد سوئیچینگ است، در سوئیچینگ لامبدا کسری بخش‌هایی از کانال‌های نوری سوئیچ می‌شوند.
سوئیچینگ مبتنی بر زمان در این زمینه اهداف کلی مشابهی با سوئیچینگ نوری بر مبنای بسته و سوئیچینگ نوری بر مبنای انفجار دارد؛ یعنی شبکه‌های تمام نوری با بهره‌وری بالای طول موج محقق می‌شوند.
عملکرد سوئیچینگ مبتنی بر زمان بر اساس چارچوب‌های زمانی است که می‌توان آن‌ها را به عنوان ظرف‌های مجازی برای چندین بسته پروتکل اینترنت در نظر گرفت. این بسته‌ها در هر سوئیچ مربوط به سوئیچینگ مبتنی بر زمان بر اساس سیگنال زمان هماهنگ جهانی سوئیچ شده‌اند و به صورت فورواردینگ خط لوله ای هماهنگ می‌شوند.
لوله‌های مجازی هم‌زمان در شبکه‌های نوری که در فورواردینگ خط لوله ای رایج هستند، به نام لوله‌های لامبدا جزئی شناخته می‌شوند.
مشابه سوئیچینگ مبتنی بر زمان، در سوئیچینگ لامبدا جزئی نیز تمامی بسته‌ها در یک چارچوب زمانی به صورت مشابه سوئیچ می‌شوند؛ بنابراین، پردازش سربرگ مورد نیاز نیست و این موضوع منجر به کاهش پیچیدگی (و در نتیجه افزایش مقیاس‌پذیری) شده و امکان پیاده‌سازی نوری را فراهم می‌کند.
چارچوب زمانی، واحد پایه تخصیص ظرفیت در لوله‌های مجازی هم‌زمان است؛ بنابراین، دقت تخصیص ظرفیت به تعداد چارچوب زمانی‌ها در هر چرخه زمانی بستگی دارد. به عنوان مثال، به وسیله یک کانال نوری با سرعت ۱۰ گیگابیت بر ثانیه و ۱۰۰۰ چارچوب زمانی در هر چرخه زمانی، حداقل ظرفیت لوله لامبدا جزئی (که با تخصیص یک چارچوب زمانی در هر چرخه زمانی به دست می‌آید) برابر با ۱۰ مگابیت بر ثانیه خواهد بود.
زمان‌بندی در یک سوئیچینگ فابریک بر اساس یک زمان‌بندی از پیش تعریف شده انجام می‌شود، که این امر امکان پیاده‌سازی یک کنترل‌کننده ساده را فراهم می‌کند. علاوه بر این، معماری‌های سوئیچینگ فابریک کم پیچیدگی مانند شبکه بانیان نیز حتی با وجود ویژگی‌های مسدودکننده شان می‌توانند استفاده شوند و این امر باعث افزایش بیشتر مقیاس پذیری می‌شود.
در حقیقت می‌توان از مسدود شدن در حین محاسبه زمان‌بندی به کمک جلوگیری از اتصالات ورودی/خروجی متضاد در یک چارچوب زمانی مشابه، اجتناب کرد. نتایج مختلف نشان می‌دهند که (به ویژه اگر کانال‌های مالتی پلکس تقسیم طول موج چندگانه در لینک‌های نوری بین سوئیچ‌های لامبدا کسری استفاده شوند) می‌توان حتی با استفاده از یک شبکه بانیان بدون نیاز به تسریع، به بهره‌وری بالای لینک با مسدود شدن ناچیز دست یافت.
جنبه‌های مختلف این فناوری تحت پوشش چندین پتنت صادر شده توسط اداره ثبت اختراعات و علائم تجاری ایالات متحده و اداره ثبت اختراعات اروپا قرار گرفته است.